# بهرن-لوبشین
بهرن-لوبشین (به آلمانی: Behren-Lübchin) یک شهر در آلمان است که در Rostock District واقع شده‌است. بهرن-لوبشین ۱٬۰۲۵ نفر جمعیت دارد.